# Erigeron acomanus
Erigeron acomanus là một loài thực vật có hoa trong họ Cúc. Loài này được Spellenb. & P.Knight mô tả khoa học đầu tiên năm 1989.